# Michael Ealy
Michael Ealy, született Michael Brown (Silver Spring, 1973. augusztus 3. –), amerikai színész.
Olyan filmekben szerepelt, mint a Birkanyírás (2002), a Halálosabb iramban (2003), a Tökéletes bűnözők (2010), a Gondolkozz pasiaggyal! (2012), a Mi történt az éjjel? (2014), a Gondolkozz pasiaggyal! 2. (2014), Az álompasi (2015) és A betolakodó (2019).
Az Emberi tényező című Fox TV-s sci-fi-rendőrségi drámasorozatban szerepelt, mint Dorian, az android.

## Fiatalkora
Washingtonban született, majd a Maryland állambeli Silver Springben nevelkedett. Ealy a Springbrook Középiskolába járt, és a Marylandi Egyetemen diplomázott a Maryland-i College Parkban, angol szakon. Az édesanyja az IBM-nél dolgozott, apja pedig élelmiszerboltban.

## Magánélete
2012 októberében, négy év után egy Los Angeles-i ünnepségen vette feleségül barátnőjét, Khatira Rafiqzadát. Két közös gyermekük született: egy fiú, Elijah és egy lány, Harlem.

## Filmográfia

### Film
| Év   | Magyar cím                | Eredeti cím                    | Szerep              | Magyar hang       | Rendező                 |
| ---- | ------------------------- | ------------------------------ | ------------------- | ----------------- | ----------------------- |
| 2001 | Csók, Jessica Stein       | Kissing Jessica Stein          | Greg                |                   | Charles Herman-Wurmfeld |
| 2002 | Rossz társaság            | Bad Company                    | G-Mo                |                   | Joel Schumacher         |
| 2002 | Birkanyírás               | Barbershop                     | Ricky Nash          | Dolmány Attila    | Tim Story (1)           |
| 2003 | Halálosabb iramban        | 2 Fast 2 Furious               | Slap Jack           | Takátsy Péter     | John Singleton          |
| 2004 | November                  | November                       | Jesse               |                   | Greg Harrison           |
| 2004 | Birkanyírás 2.            | Barbershop 2: Back in Business | Ricky Nash          | Rajkai Zoltán     | Kevin Rodney Sullivan   |
| 2004 | Drogkirály                | Never Die Alone                | Mike                | Koncz István      | Ernest Dickerson        |
| 2005 |                           | Jellysmoke                     | Jacob               |                   | Mark Banning            |
| 2008 |                           | Miracle at St. Anna            | Cummings őrmester   |                   | Spike Lee               |
| 2008 | Hét élet                  | Seven Pounds                   | Ben Thomas          | Varga Gábor       | Gabriele Muccino        |
| 2009 |                           | The People Speak               | önmaga              |                   | Howard Zinn             |
| 2009 | Chris Moore               | The People Speak               | önmaga              |                   |                         |
| 2009 | Anthony Arnove            | The People Speak               | önmaga              |                   |                         |
| 2010 | Tökéletes bűnözők         | Takers                         | Jake Attica         | Welker Gábor      | John Luessenhop         |
| 2010 |                           | For Colored Girls              | Beau Willie         |                   | Tyler Perry             |
| 2011 | Margaret                  | Margaret                       | Dave, az ügyvéd     | Welker Gábor      | Kenneth Lonergan        |
| 2012 | Underworld: Az ébredés    | Underworld: Awakening          | Sebastian nyomozó   | Varga Gábor       | Måns Mårlind            |
| 2012 | Gondolkozz pasiaggyal!    | Think Like a Man               | Dominic             | Karácsonyi Zoltán | Tim Story (2)           |
| 2012 |                           | Unconditional                  | "Papa Joe" Bradford |                   | Brent McCorkle          |
| 2013 | Last Vegas                | Last Vegas                     | Ezra                | Papp Dániel       | Jon Turteltaub          |
| 2014 | Gondolkozz pasiaggyal! 2. | Think Like a Man Too           | Dominic             | Karácsonyi Zoltán | Tim Story (3)           |
| 2014 | Mi történt az éjjel?      | About Last Night               | Danny               | Pál András        | Steve Pink              |
| 2015 | Az álompasi               | The Perfect Guy                | Carter Duncan       | Varga Gábor       | David M. Rosenthal (1)  |
| 2019 | A betolakodó              | The Intruder                   | Scott Russell       | Előd Álmos        | Deon Taylor (1)         |
| 2019 |                           | Jacob's Ladder                 | Jacob Singer        |                   | David M. Rosenthal (2)  |
| 2020 |                           | aTypical Wednesday             | Dr. Jones           |                   | J. Lee                  |
| 2020 | Valódi szerelem           | Really Love                    | Yusef Davis         |                   | Angel Kristi Williams   |
| 2020 | A végzet asszonya         | Fatale                         | Derrick Tyler       | Varga Gábor       | Deon Taylor (2)         |

### Televízió
| Év        | Magyar cím                       | Eredeti cím                  | Szerep                       | Megjegyzések                                              |
| --------- | -------------------------------- | ---------------------------- | ---------------------------- | --------------------------------------------------------- |
| 2000      |                                  | Metropolis                   | Calvin McDade                | eladatlan próbaepizód                                     |
| 2000      | Esküdt ellenségek                | Law & Order                  | Nelson közlegény             | 1 epizód                                                  |
| 2000      |                                  | Madigan Man                  | futó                         | 1 epizód                                                  |
| 2001      |                                  | Soul Food                    | Steve                        | 1 epizód                                                  |
| 2002–2003 | Vészhelyzet                      | ER                           | Rick Kendrick                | 2 epizód                                                  |
| 2005      | Mindörökké szerelem              | Their Eyes Were Watching God | Virgible 'Teasütemény' Woods | ABC tévéfilm                                              |
| 2005–2006 | Sleeper Cell – Terroristacsoport | Sleeper Cell                 | Darwyn al-Sayeed             | főszereplő (18 epizód)                                    |
| 2007      |                                  | Suspect                      | Marcus Tillman nyomozó       | tévéfilm                                                  |
| 2009–2010 | FlashForward – A jövő emlékei    | FlashForward                 | Marshall Vogel CIA-ügynök    | visszatérő szereplő (10 epizód)                           |
| 2010–2011 | A férjem védelmében              | The Good Wife                | Derrick Bond                 | visszatérő szereplő                                       |
| 2011      | Kaliforgia                       | Californication              | Ben                          | visszatérő szereplő (4. évad)                             |
| 2012      | Haláli zsaruk                    | Common Law                   | Travis Marks                 | főszereplő (12 epizód)                                    |
| 2012      |                                  | WWE Raw                      | önmaga                       | 1 epizód                                                  |
| 2013–2014 | Emberi tényező                   | Almost Human                 | Dorian                       | - főszereplő (13 epizód) - magyar hangja: - Varga Gábor   |
| 2015      | Gyilkos hajsza                   | The Following                | Theo Noble                   | főszereplő 3. évad (10 epizód)                            |
| 2016      | A barbárok felemelkedése         | Barbarians Rising            | narrátor                     | minisorozat (4 epizód)                                    |
| 2016      | Titkok és hazugságok             | Secrets and Lies             | Eric Warner                  | főszereplő 2. évad (10 epizód)                            |
| 2017–2019 |                                  | Being Mary Jane              | Justin Talbot                | főszereplő (4. évad) vendégszereplő (5. évad)             |
| 2019      | Dex nyomozó                      | Stumptown                    | Miles Hoffman nyomozó        | főszereplő (18 epizód)                                    |
| 2020      | Westworld                        | Westworld                    | Jake Reed / Jake             | 3. évad                                                   |
| 2020      |                                  | Sherman's Showcase           | önmaga                       | 1 epizód                                                  |
| 2022      | Nő a házban…                     | The Woman in the House…      | Douglas                      | - főszereplő (5 epizód) - magyar hangja: - Molnár Kristóf |
| 2022      |                                  | Bel-Air                      | Reid Broderick               | visszatérő szereplő (1. évad)                             |
| 2022      | Fekete hölgyek szkeccs showja    | A Black Lady Sketch Show     | Supreme Rameek               | 1 epizód                                                  |
| 2022      | Megalapozott kétség              | Reasonable Doubt             | Damon Cooke                  | főszereplő                                                |
| 2023      | Az afterparti                    | The Afterparty               | Quentin Devereaux            | 1 epizód                                                  |
| 2024      |                                  | Power Book II: Ghost         | Don Carter nyomozó           | főszereplő (5 epizód)                                     |

### Videóklipek

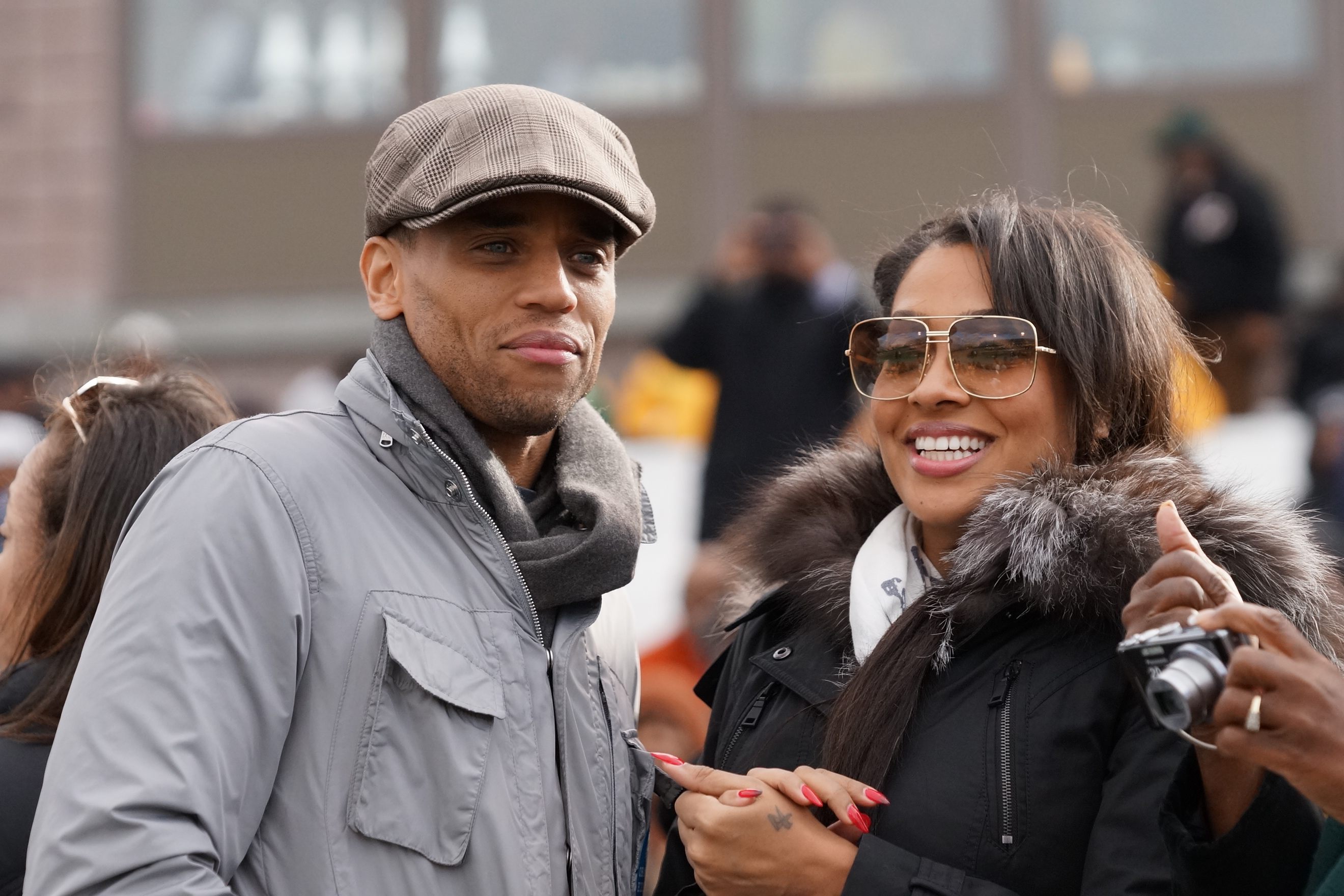
Lala Anthonyval 2012-ben

| Év   | Előadó                   | Cím               | Szerep                |
| ---- | ------------------------ | ----------------- | --------------------- |
| 2005 | Mariah Carey             | "Get Your Number" | Mariah Carey szerelme |
| 2009 | Beyoncé Knowles          | "Halo"            | B eyoncé szerelme     |
| 2012 | John Legend ft. Ludacris | "Tonight"         | Egy nő szerelme       |

## Díjak és jelölések
| Év   | Díj                                       | Jelölt mű                        | Kategória                                            | Eredmény |
| ---- | ----------------------------------------- | -------------------------------- | ---------------------------------------------------- | -------- |
| 2007 | Golden Globe-díj                          | Sleeper Cell – Terroristacsoport | legjobb férfi főszereplő (minisorozat vagy tévéfilm) | Jelölve  |
| 2005 | Black Reel Awards                         | Mindörökké szerelem              | legjobb színész (minisorozat vagy tévéfilm)          | Elnyerte |
| 2010 | African-American Film Critics Association | For Colored Girls                | legjobb férfi mellékszereplő                         | Elnyerte |
| 2011 | NAACP Image Awards                        | For Colored Girls                | legjobb férfi mellékszereplő (mozifilm)              | Jelölve  |
| 2012 | Teen Choice Awards                        | Gondolkozz pasiaggyal!           | legjobb romantikus filmszínész                       | Jelölve  |

## Fordítás
- Ez a szócikk részben vagy egészben  a   Michael Ealy című angol Wikipédia-szócikk fordításán alapul.  Az eredeti cikk szerkesztőit annak laptörténete sorolja fel. Ez a jelzés csupán a megfogalmazás eredetét és a szerzői jogokat jelzi, nem szolgál a cikkben szereplő információk forrásmegjelöléseként.